# Cerdistus flavicinctus
Cerdistus flavicinctus är en tvåvingeart som först beskrevs av White 1914.  Cerdistus flavicinctus ingår i släktet Cerdistus och familjen rovflugor. Inga underarter finns listade i Catalogue of Life.